# Список глав правительства Дании
Госуда́рственный мини́стр Да́нии (дат. statsminister, неофициально премье́р-мини́стр Да́нии) является политическим лидером Дании и главой её правительства.
Действующий Конституционный акт Дании (одобрен на референдуме в 1953 году) устанавливает право короля назначать и отправлять в отставку премьер-министра и других министров, решать вопросы об их общем числе и распределении между ними функций. Подпись короля под актами по вопросам законодательства и управления должны иметь контрасигнатуру соответствующего министра, что освобождает монарха и делает министра ответственным за последствия применения акта. При вынесении парламентом вотума недоверия премьер-министру, последний обращается с просьбой об отставке правительства, однако могут быть объявлены и новые парламентские выборы. При вотуме недоверия, или в случае добровольной отставки правительства, оно продолжает осуществлять свои полномочия до формирования нового состава кабинета, при этом продолжающие исполнять полномочия министры могут предпринимать только действия, необходимые для непрерывного ведения дел. Министры могут быть подвержены импичменту королём или парламентом за ненадлежащее исполнение обязанностей по должности; судебное разбирательство в порядке импичмента производит Высокий суд Королевства. Обычно рассмотрение вопросов происходит на заседаниях Государственного совета, образуемого, помимо министров, королём и совершеннолетними наследниками престола. Если король не может вести Государственный совет, он вправе поручить обсуждение Совету министров, возглавляемому премьер-министром. Голосование каждого министра заносится в протоколы заседаний; решения принимаются большинством голосов.
Имена лиц в списке последовательно переданы в соответствии с правилами датско-русской практической транскрипции, включая имена немецкого происхождения, а равно имена лиц, являвшихся немцами по происхождению. Применённая в первых столбцах таблиц нумерация является условной. Также условным является использование в первых столбцах цветовой заливки, служащей для упрощения восприятия принадлежности лиц к различным политическим силам без необходимости обращения к столбцу, отражающему партийную принадлежность. В случае, когда премьер-министр получил повторные полномочия последовательно за первоначальными, раздельно отражается каждый срок полномочий. В столбце «Выборы» отражены состоявшиеся выборные процедуры, сформировавшие состав парламента, утвердивший состав правительства или поддержавший его. Наряду с партийной принадлежностью, в столбце «Партия» также отражён внепартийный (независимый) статус персоналий.

## Период абсолютной монархии (до 1848)

### Диаграмма пребывания в должности
1 — великий канцлер; 2 — председатель Тайного совещания; 3 — министр тайного кабинета, король (прямое управление); 4 — председатель Тайного государственного совета

### Руководители правительства (1674—1848)
В условиях абсолютной монархии лицо, организующее работу государственного аппарата, полномочия которого были близки к современным полномочиям руководителя правительства, определялось монархом из числа высших сановников. Первоначально эти права и обязанности предоставлялись, как правило, великому канцлеру (дат. storkansler), основные задачи которого относились к ведению внешних сношений королевства. В последующем они поручались председателям Тайного совещания (дат. Praeides i Geheime-Conseilet), позже Тайного государственного совета (дат. Praeides i Gehejmestatsraadet), — круга ближайших советников короля. В 1848 году, на фоне общеевропейского революционного движения, была начата работа по созданию конституции королевства (принята 5 июня 1849 года) и создан пост премьер-министра (дат. Premierminister) в качестве руководителя министерского кабинета.
Курсивом на сером фоне в таблице выделены даты начала и окончания полномочий лиц, замещавших назначенных на пост, но временно отсутствующих лиц. Датские дворянские титулы греве / ленсгреве (дат. greve / lensgreve) и фрихерре / ленсбарон (дат. friherre / lensbaron) переданы соответственно как граф и барон. В качестве основного источника по этому периоду использован Список руководителей Дании на сайте www.worldstatesmen.org (англ.).
| Портрет | Имя (годы жизни)                                                                             | Полномочия       | Полномочия       | Должность                                                                       | Пр.           |
| Портрет | Имя (годы жизни)                                                                             | Начало           | Окончание        | Должность                                                                       | Пр.           |
| ------- | -------------------------------------------------------------------------------------------- | ---------------- | ---------------- | ------------------------------------------------------------------------------- | ------------- |
|         | граф Педер Шумахер аф Гриффенфельд (1635—1699) дат. Peder Schumacher af Griffenfeld          | 3 августа 1674   | 11 марта 1676    | великий канцлер дат. storkansler                                                | [ 14 ] [ 15 ] |
|         | Ове Юуль (1615—1686) дат. Ove Juul                                                           | 11 марта 1676    | 13 мая 1676      | вице-канцлер дат. vicekansler                                                   | [ 16 ]        |
|         | граф Фридерих Ахлефельтт (1623—1686) дат. Friderich, greve Ahlefeldt                         | 13 мая 1676      | 7 июля 1686      | великий канцлер дат. storkansler                                                | [ 17 ]        |
|         | Микаэль Вибе (1627—1690) дат. Michael Vibe                                                   | 7 июля 1686      | 1 мая 1690       | вице-канцлер дат. vicekansler                                                   | [ 18 ]        |
|         | граф Ульрик Фредерик Гюлленлёве (1638—1704) дат. Ulrik Frederik Gyldenløve                   | 1 мая 1690       | 25 августа 1699  | председатель Тайного совещания дат. Praeides i Geheime-Conseilet                | [ 19 ]        |
|         | барон Йенс Юэль (1631—1700) дат. Jens Juel                                                   | 26 июля 1690     | 31 декабря 1690  | член Тайного совещания                                                          | [ 20 ]        |
|         | граф Конрад вон Ревентлов (1644—1708) дат. Conrad von Reventlow                              | 26 августа 1699  | 21 июля 1708     | великий канцлер дат. storkansler                                                | [ 21 ]        |
|         | Кристиан вон Ленте (1649—1725) дат. Christian von Lente                                      | 31 июля 1708     | 17 мая 1710      | председатель Тайного совещания дат. Praeides i Geheime-Conseilet                | [ 22 ]        |
|         | Отте Краббе (1641—1719) дат. Otte Krabbe                                                     | 17 мая 1710      | 8 июля 1717      | председатель Тайного совещания дат. Praeides i Geheime-Conseilet                | [ 23 ]        |
|         | Кристиан Сехестед (1666—1740) дат. Christian Sehested                                        | 8 июля 1717      | 20 июня 1721     | председатель Тайного совещания дат. Praeides i Geheime-Conseilet                | [ 24 ]        |
|         | граф Ульрик Адольф Хольстеин (1664—1737) дат. Ulrich Adolph Holstein                         | 20 июня 1721     | 11 октября 1730  | великий канцлер дат. storkansler                                                | [ 25 ]        |
|         | Йохан Георг Хольстеин (1662—1730) дат. Johan Georg Holstein                                  | 11 октября 1730  | 26 декабря 1730  | председатель Тайного совещания дат. Praeides i Geheime-Conseilet                | [ 26 ]        |
|         | Кристиан Лудвиг вон Плессен (1676—1752) дат. Christian Ludvig von Plessen                    | 26 декабря 1730  | 18 января 1734   | председатель Тайного совещания дат. Praeides i Geheime-Conseilet                | [ 27 ]        |
|         | Ивер Росенкрантс (1674—1745) дат. Iver Rosenkrantz                                           | 18 января 1734   | 27 апреля 1740   | председатель Тайного совещания дат. Praeides i Geheime-Conseilet                | [ 28 ]        |
|         | граф Йохан Лудвиг Хольстеин (1694—1763) дат. Johan Ludvig Holstein                           | 27 апреля 1740   | 29 января 1763   | председатель Тайного совещания дат. Praeides i Geheime-Conseilet                | [ 29 ]        |
|         | граф Йоханн Хартвиг Эрнст вон Бернсторф (1712—1772) дат. Johann Hartwig Ernst von Bernstorff | 29 января 1763   | 16 сентября 1770 | председатель Тайного совещания дат. Praeides i Geheime-Conseilet                | [ 30 ]        |
|         | граф Отто Тотт (1703—1785) дат. Otto Thott                                                   | 16 сентября 1770 | 10 декабря 1770  | председатель Тайного совещания дат. Praeides i Geheime-Conseilet                | [ 31 ]        |
|         | Кристиан VII (1749—1808) дат. Christian VII                                                  | 10 декабря 1770  | 14 июля 1771     | прямое управление королём                                                       | [ 32 ] [ 33 ] |
|         | граф Иоганн Фридрих Струэнзе (1737—1772) нем. Johann Friedrich Struensee                     | 14 июля 1771     | 17 января 1772   | министр Тайного кабинета дат. Gehejmecabinetsminister                           | [ 8 ] [ 9 ]   |
|         | граф Отто Тотт (1703—1785) дат. Otto Thott                                                   | 18 января 1772   | 10 сентября 1785 | председатель Тайного государственного совета дат. Praeides i Gehejmestatsraadet | [ 31 ]        |
|         | Ове Хёг-Гульдберг (1731—1808) дат. Ove Høegh-Guldberg                                        | 1 декабря 1780   | 14 июня 1784     | член Тайного государственного совета                                            | [ 34 ]        |
|         | Йоаким Отто Схак-Ратлоу (1728—1800) дат. Joachim Otto Schack-Rathlou                         | 10 сентября 1785 | 3 июня 1788      | председатель Тайного государственного совета дат. Praeides i Gehejmestatsraadet | [ 35 ]        |
|         | граф Андреас Петер вон Бернсторф (1735—1797) дат. Andreas Peter von Bernstorff               | 3 июня 1788      | 21 июня 1797     | председатель Тайного государственного совета дат. Praeides i Gehejmestatsraadet | [ 36 ]        |
|         | граф Эрнст Хеинрих вон Схиммельманн (1747—1831) нем. и дат. Ernst Heinrich von Schimmelmann  | 21 июня 1797     | 7 декабря 1813   | председатель Тайного государственного совета дат. Praeides i Gehejmestatsraadet | [ 37 ]        |
|         | граф Йоаким Госке Мольтке (1746—1818) дат. Joachim Godske Moltke                             | 7 декабря 1813   | 24 августа 1818  | председатель Тайного государственного совета дат. Praeides i Gehejmestatsraadet | [ 38 ]        |
|         | Нильс Розенкранц (1757—1824) дат. Niels Rosenkrantz                                          | 24 августа 1818  | 6 января 1824    | председатель Тайного государственного совета дат. Praeides i Gehejmestatsraadet | [ 39 ]        |
|         | Фредерик Юлиус Кос (1758—1827) дат. Frederik Julius Kaas                                     | 6 января 1824    | 11 января 1827   | председатель Тайного государственного совета дат. Praeides i Gehejmestatsraadet | [ 40 ]        |
|         | Йохан Сигисмунд вон Мёстинг (1759—1843) дат. Johan Sigismund von Møsting                     | 11 января 1827   | 26 февраля 1842  | председатель Тайного государственного совета дат. Praeides i Gehejmestatsraadet | [ 41 ]        |
|         | Поуль Кристиан Стеманн (1764—1855) дат. Poul Christian Stemann                               | 30 марта 1842    | 22 марта 1848    | председатель Тайного государственного совета дат. Praeides i Gehejmestatsraadet | [ 42 ]        |

## Период конституционной монархии (с 1848)

Части полуострова Ютландия:
Северные Ютландские острова (Дания)
Северная Ютландия (Дания)
Северный Шлезвиг (Дания до 1864; Пруссия / Германия с 1864 до 1920; Дания с 1920)
Южный Шлезвиг (Дания до 1864)
Гольштейн (Дания до 1864)

### Диаграмма пребывания в должности
1 — премьер-министр; 2 — председатель Совета; 3 — государственный министр

### Премьер-министры (1848—1855)
В 1848 году, на фоне общеевропейского революционного движения, была начата работа по созданию конституции королевства (принята 5 июня 1849 года) и создан пост премьер-министра (дат. Premierminister) в качестве руководителя министерского кабинета. По причине войны с Пруссией за обладание герцогствами Шлезвиг и Гольштейн, связанными личной унией с Данией, конституция не была введена в силу в герцогствах, этот вопрос был отложен до окончания войны.
Курсивом на сером фоне в таблице выделены даты начала и окончания полномочий лиц, замещавших назначенных на пост, но временно отсутствующих лиц. Датский дворянский титул греве / ленсгреве (дат. greve / lensgreve) передан как граф.
|          | Портрет         | Имя (годы жизни)                                                        | Полномочия      | Полномочия      | Партия      | Выборы    | Кабинет     | Пр.    |
| Начало   | Портрет         | Имя (годы жизни)                                                        | Окончание       |                 | Партия      | Выборы    | Кабинет     | Пр.    |
| -------- | --------------- | ----------------------------------------------------------------------- | --------------- | --------------- | ----------- | --------- | ----------- | ------ |
| 1 (I—IV) |                 | граф Адам Вильхельм Мольтке (1785—1864) дат. Adam Wilhelm Moltke        | 22 марта 1848   | 16 ноября 1848  | независимый |           | Мольтке (I) | [ 45 ] |
| 1 (I—IV) | 16 ноября 1848  | граф Адам Вильхельм Мольтке (1785—1864) дат. Adam Wilhelm Moltke        | 13 июля 1851    | Мольтке (II)    | независимый |           |             | [ 45 ] |
| 1 (I—IV) | 16 ноября 1848  | граф Адам Вильхельм Мольтке (1785—1864) дат. Adam Wilhelm Moltke        | 13 июля 1851    | Мольтке (II)    | независимый | 1849      |             | [ 45 ] |
| 1 (I—IV) | 13 июля 1851    | граф Адам Вильхельм Мольтке (1785—1864) дат. Adam Wilhelm Moltke        | 18 октября 1851 | Мольтке (III)   | независимый |           |             | [ 45 ] |
| 1 (I—IV) | 18 октября 1851 | граф Адам Вильхельм Мольтке (1785—1864) дат. Adam Wilhelm Moltke        | 27 января 1852  | Мольтке (IV)    | независимый |           |             | [ 45 ] |
| 2 (I)    |                 | Кристиан Альбрехт Блуме (1794—1866) дат. Christian Albrecht Bluhme      | 27 января 1852  | 21 апреля 1853  | Хёйре       | Блуме (I) | [ 46 ]      |        |
| 2 (I)    | 1852            | Кристиан Альбрехт Блуме (1794—1866) дат. Christian Albrecht Bluhme      | 27 января 1852  | 21 апреля 1853  | Хёйре       | Блуме (I) | [ 46 ]      |        |
| 2 (I)    | февраль 1853    | Кристиан Альбрехт Блуме (1794—1866) дат. Christian Albrecht Bluhme      | 27 января 1852  | 21 апреля 1853  | Хёйре       | Блуме (I) | [ 46 ]      |        |
| 3        |                 | Андерс Сандё Эрстед (1778—1860) дат. Anders Sandø Ørsted                | 21 апреля 1853  | 12 декабря 1854 | Хёйре       | Эрстед    | [ 47 ]      |        |
| 3        | май 1853        | Андерс Сандё Эрстед (1778—1860) дат. Anders Sandø Ørsted                | 21 апреля 1853  | 12 декабря 1854 | Хёйре       | Эрстед    | [ 47 ]      |        |
| 4        |                 | Петер Георг Банг (1797—1861) дат. Peter Georg Bang                      | 12 декабря 1854 | 12 октября 1855 | Хёйре       | 1854      | Банг        | [ 48 ] |
| 4        | 1855            | Петер Георг Банг (1797—1861) дат. Peter Georg Bang                      | 12 декабря 1854 | 12 октября 1855 | Хёйре       |           | Банг        | [ 48 ] |
| и. о.    |                 | Лудвиг Николаус вон Схеэле (1796—1874) дат. Ludvig Nicolaus von Scheele | 24 июня 1855    | 4 августа 1855  | Хёйре       | [ 49 ]    | Банг        |        |

### Председатели Совета (1855—1918)
После завершения войны с Пруссией за обладание герцогствами Шлезвиг и Гольштейн, связанными личной унией с Данией, в Лондонском протоколе была подтверждена территориальная целостность Дании и герцогств, после чего началась работа по созданию общей конституции унитарного государства, которая была принята в 1855 году и охватывала вопросы, общие для Дании, Шлезвига и Гольштейна (в Дании сохраняла силу и конституция 1848 года). Согласно унитарной конституции, кабинет министров был преобразован в Совет, а наименование поста его главы стало председатель Совета (дат. Konseilspræsident). По итогам новой австро-прусско-датской войны, завершившейся в 1864 году подписанием Венского мирного договора, Дания отказалась от прав на приэльбские герцогства. Принятая в 1866 году под усилившимся влиянием консерваторов новая конституция сохранила Совет как форму правительства, отражающую его подчинённость монарху.
Курсивом на сером фоне в таблице выделены даты начала и окончания полномочий лиц, замещавших назначенных на пост, но временно отсутствующих лиц. Датские дворянские титулы греве / ленсгреве (дат. greve / lensgreve) и фрихерре / ленсбарон (дат. friherre / lensbaron) переданы соответственно как граф и барон.
|         | Портрет       | Имя (годы жизни) | Полномочия                                               | Полномочия      | Партия                                                                                       | Выборы                  | Кабинет             | Пр.    |
| Начало  | Портрет       | Имя (годы жизни) | Окончание                                                |                 | Партия                                                                                       | Выборы                  | Кабинет             | Пр.    |
| ------- | ------------- | --- | -------------------------------------------------------- | --------------- | -------------------------------------------------------------------------------------------- | ----------------------- | ------------------- | ------ |
| (4)     |               | Петер Георг Банг (1797—1861) дат. Peter Georg Bang                                                                                     | 12 октября 1855                                          | 18 октября 1856 | Хёйре                                                                                        | (1855)                  | Банг                | [ 48 ] |
| и. о.   |               | Лудвиг Николаус вон Схеэле (1796—1874) дат. Ludvig Nicolaus von Scheele                                                                | 11 июля 1856                                             | 22 августа 1856 | Хёйре                                                                                        | (1855)                  | Банг                | [ 49 ] |
| 5       |               | Карл Христофер Георг Андре (1812—1893) дат. Carl Christopher Georg Andræ                                                               | 18 октября 1856                                          | 13 мая 1857     | независимый                                                                                  | (1855)                  | Андре               | [ 54 ] |
| 6 (I)   |               | Карл Кристиан Халль (1812—1888) дат. Carl Christian Hall                                                                               | 13 мая 1857                                              | 2 декабря 1859  | Национальная либеральная партия                                                              | (1855)                  | Халль (I)           | [ 55 ] |
| 6 (I)   | 1858          | Карл Кристиан Халль (1812—1888) дат. Carl Christian Hall                                                                               | 13 мая 1857                                              | 2 декабря 1859  | Национальная либеральная партия                                                              |                         | Халль (I)           | [ 55 ] |
| 7       |               | Карл Эдвард Ротвитт (1812—1860) дат. Carl Edvard Rotwitt                                                                               | 2 декабря 1859                                           | 8 февраля 1860  | Общество друзей крестьян                                                                     | Ротвитт                 | [ 56 ]              |        |
| и. о.   |               | барон Карл Фредерик Аксель Брор Бликсен-Финекке (1822—1873) дат. Carl Frederik Axel Bror Blixen-Finecke                                | 8 февраля 1860                                           | 24 февраля 1860 | Хёйре                                                                                        | Ротвитт                 | [ 57 ]              |        |
| 6 (II)  |               | Карл Кристиан Халль (1812—1888) дат. Carl Christian Hall                                                                               | 24 февраля 1860                                          | 31 декабря 1863 | Национальная либеральная партия                                                              | Халль (II)              | [ 55 ]              |        |
| 6 (II)  | 1861          | Карл Кристиан Халль (1812—1888) дат. Carl Christian Hall                                                                               | 24 февраля 1860                                          | 31 декабря 1863 | Национальная либеральная партия                                                              | Халль (II)              | [ 55 ]              |        |
| 8       |               | Дитлев Готхард Монрад (1811—1887) дат. Ditlev Gothard Monrad                                                                           | 31 декабря 1863                                          | 11 июля 1864    | Национальная либеральная партия                                                              | Монрад                  | [ 58 ]              |        |
| 2 (II)  |               | Кристиан Альбрехт Блуме (1794—1866) дат. Christian Albrecht Bluhme                                                                     | 11 июля 1864                                             | 6 ноября 1865   | Хёйре                                                                                        | 1864                    | Блуме (II)          | [ 46 ] |
| 9       |               | граф Кристиан Эмиль Краг-Юэль-Винд-Фрийс (1817—1896) дат. Christian Emil Krag-Juel-Vind-Frijs                                          | 6 ноября 1865                                            | 28 мая 1870     | Национальные землевладельцы с 1966 года в коалиции с Национальной либеральной партией        | 1864                    | Фрийс               | [ 59 ] |
| 9       | 1866, июнь    | граф Кристиан Эмиль Краг-Юэль-Винд-Фрийс (1817—1896) дат. Christian Emil Krag-Juel-Vind-Frijs                                          | 6 ноября 1865                                            | 28 мая 1870     | Национальные землевладельцы с 1966 года в коалиции с Национальной либеральной партией        |                         | Фрийс               | [ 59 ] |
| 9       | 1866, октябрь | граф Кристиан Эмиль Краг-Юэль-Винд-Фрийс (1817—1896) дат. Christian Emil Krag-Juel-Vind-Frijs                                          | 6 ноября 1865                                            | 28 мая 1870     | Национальные землевладельцы с 1966 года в коалиции с Национальной либеральной партией        |                         | Фрийс               | [ 59 ] |
| 9       | 1869          | граф Кристиан Эмиль Краг-Юэль-Винд-Фрийс (1817—1896) дат. Christian Emil Krag-Juel-Vind-Frijs                                          | 6 ноября 1865                                            | 28 мая 1870     | Национальные землевладельцы с 1966 года в коалиции с Национальной либеральной партией        |                         | Фрийс               | [ 59 ] |
| 10      |               | граф Лудвиг Хенрик Карл Херман Хольстеин-Хольстеинборг (1815—1892) дат. Ludvig Henrik Carl Herman Holstein til grevskabet Holsteinborg | 28 мая 1870                                              | 14 июля 1874    | Партия центра в коалиции с Национальной либеральной партией и Национальными землевладельцами | Хольстеин-Хольстеинборг | [ 60 ]              |        |
| 10      | 1872          | граф Лудвиг Хенрик Карл Херман Хольстеин-Хольстеинборг (1815—1892) дат. Ludvig Henrik Carl Herman Holstein til grevskabet Holsteinborg | 28 мая 1870                                              | 14 июля 1874    | Партия центра в коалиции с Национальной либеральной партией и Национальными землевладельцами | Хольстеин-Хольстеинборг | [ 60 ]              |        |
| 10      | 1873          | граф Лудвиг Хенрик Карл Херман Хольстеин-Хольстеинборг (1815—1892) дат. Ludvig Henrik Carl Herman Holstein til grevskabet Holsteinborg | 28 мая 1870                                              | 14 июля 1874    | Партия центра в коалиции с Национальной либеральной партией и Национальными землевладельцами | Хольстеин-Хольстеинборг | [ 60 ]              |        |
| 11      |               | Кристен Андреас Фоннесбек (1817—1880) дат. Christen Andreas Fonnesbech                                                                 | 14 июля 1874                                             | 11 июня 1875    | Национальные землевладельцы в коалиции с Национальной либеральной партией                    | Фоннесбек               | [ 61 ]              |        |
| 12      |               | Якоб Брённум Скавениус Эструп (1825—1913) дат. Jacob Brønnum Scavenius Estrup                                                          | 11 июня 1875                                             | 7 августа 1894  | Национальные землевладельцы                                                                  | Эструп                  | [ 62 ]              |        |
| 12      | 1876          | Якоб Брённум Скавениус Эструп (1825—1913) дат. Jacob Brønnum Scavenius Estrup                                                          | 11 июня 1875                                             | 7 августа 1894  | Национальные землевладельцы                                                                  | Эструп                  | [ 62 ]              |        |
| 12      | 1879          | Якоб Брённум Скавениус Эструп (1825—1913) дат. Jacob Brønnum Scavenius Estrup                                                          | 11 июня 1875                                             | 7 августа 1894  | Национальные землевладельцы                                                                  | Эструп                  | [ 62 ]              |        |
| 12      | 1881, май     | Якоб Брённум Скавениус Эструп (1825—1913) дат. Jacob Brønnum Scavenius Estrup                                                          | 11 июня 1875                                             | 7 августа 1894  | Национальные землевладельцы                                                                  | Эструп                  | [ 62 ]              |        |
|         | Хёйре         | Якоб Брённум Скавениус Эструп (1825—1913) дат. Jacob Brønnum Scavenius Estrup                                                          | 11 июня 1875                                             | 7 августа 1894  | 1881, июль                                                                                   | Эструп                  | [ 62 ]              |        |
| 1884    | Хёйре         | Якоб Брённум Скавениус Эструп (1825—1913) дат. Jacob Brønnum Scavenius Estrup                                                          | 11 июня 1875                                             | 7 августа 1894  |                                                                                              | Эструп                  | [ 62 ]              |        |
| 1887    | Хёйре         | Якоб Брённум Скавениус Эструп (1825—1913) дат. Jacob Brønnum Scavenius Estrup                                                          | 11 июня 1875                                             | 7 августа 1894  |                                                                                              | Эструп                  | [ 62 ]              |        |
| 1890    | Хёйре         | Якоб Брённум Скавениус Эструп (1825—1913) дат. Jacob Brønnum Scavenius Estrup                                                          | 11 июня 1875                                             | 7 августа 1894  |                                                                                              | Эструп                  | [ 62 ]              |        |
| 1892    | Хёйре         | Якоб Брённум Скавениус Эструп (1825—1913) дат. Jacob Brønnum Scavenius Estrup                                                          | 11 июня 1875                                             | 7 августа 1894  |                                                                                              | Эструп                  | [ 62 ]              |        |
| 13      | Хёйре         | | барон Кьелль Тор Таге Отто Редц-Тотт                     | 7 августа 1894  | 23 мая 1897                                                                                  | Редц-Тотт               | [ 63 ]              |        |
| 13      | Хёйре         | 1895 | барон Кьелль Тор Таге Отто Редц-Тотт                     | 7 августа 1894  | 23 мая 1897                                                                                  | Редц-Тотт               | [ 63 ]              |        |
| 14      | Хёйре         | | Хуго Аймонт Хёрринг (1842—1909) дат. Hugo Egmont Hørring | 23 мая 1897     | 27 апреля 1900                                                                               | Хёрринг                 | [ 64 ]              |        |
| 14      | Хёйре         | 1898 | Хуго Аймонт Хёрринг (1842—1909) дат. Hugo Egmont Hørring | 23 мая 1897     | 27 апреля 1900                                                                               | Хёрринг                 | [ 64 ]              |        |
| 15      | Хёйре         | | Ханнибаль Сехестед (1842—1924) дат. Hannibal Sehested    | 27 апреля 1900  | 24 июля 1901                                                                                 | Сехестед                | [ 65 ]              |        |
| 16      |               | Йохан Хенрик Деунтсер (1845—1918) дат. Johan Henrik Deuntzer                                                                           | 24 июля 1901                                             | 15 января 1905  | Реформистская Венстре                                                                        | 1901                    | Деунтсер            | [ 66 ] |
| 16      | 1903          | Йохан Хенрик Деунтсер (1845—1918) дат. Johan Henrik Deuntzer                                                                           | 24 июля 1901                                             | 15 января 1905  | Реформистская Венстре                                                                        |                         | Деунтсер            | [ 66 ] |
| 17      |               | Йенс Кристиан Кристенсен (1856—1930) дат. Jens Christian Christensen                                                                   | 15 января 1905                                           | 12 октября 1908 | Реформистская Венстре                                                                        | Й. Кристенсен           | [ 67 ]              |        |
| 17      | 1906          | Йенс Кристиан Кристенсен (1856—1930) дат. Jens Christian Christensen                                                                   | 15 января 1905                                           | 12 октября 1908 | Реформистская Венстре                                                                        | Й. Кристенсен           | [ 67 ]              |        |
| 18 (I)  |               | Ниэльс Томасиус Неэргор (1854—1936) дат. Niels Neergaard                                                                               | 12 октября 1908                                          | 16 августа 1909 | Реформистская Венстре                                                                        | Неэргор (I)             | [ 68 ] [ 69 ]       |        |
| 19      |               | граф Йохан Лудвиг Карл Кристиан Тидо Хольстеин-Ледреборг (1839—1912) дат. Johan Ludvig Carl Christian Tido Holstein til Ledreborg      | 16 августа 1909                                          | 28 октября 1909 | Реформистская Венстре                                                                        | 1909                    | Хольстеин-Ледреборг | [ 70 ] |
| 20 (I)  |               | Карл Теодор Сахле (1866—1946) дат. Carl Theodor Zahle                                                                                  | 28 октября 1909                                          | 4 июля 1910     | Радикальная Венстре — Датская социал-либеральная партия                                      | 1909                    | Сахле (I)           | [ 71 ] |
| 21      |               | Клаус Бернтсен (1844—1927) дат. Klaus Berntsen                                                                                         | 4 июля 1910                                              | 21 июня 1913    | Венстре, Датская либеральная партия                                                          | 1910                    | Бернтсен            | [ 72 ] |
| 20 (II) |               | Карл Теодор Сахле (1866—1946) дат. Carl Theodor Zahle                                                                                  | 21 июня 1913                                             | 21 апреля 1918  | Радикальная Венстре — Датская социал-либеральная партия                                      | 1913                    | Сахле (II)          | [ 71 ] |
| 20 (II) | 1915          | Карл Теодор Сахле (1866—1946) дат. Carl Theodor Zahle                                                                                  | 21 июня 1913                                             | 21 апреля 1918  | Радикальная Венстре — Датская социал-либеральная партия                                      |                         | Сахле (II)          | [ 71 ] |

### Государственные министры (с 1918)
В 1915 году была принята новая конституция Дании, основными новеллами которой было закрепление личной унии с Исландией и отмена имущественного избирательного ценза; при этом в ней не был закреплён складывающийся в Дании принцип формирования правительства победившей на выборах партией (что впервые произошло в 1901 году), оставшийся конституционным обычаем. После проведения в 1918 году первых на её основе парламентских выборов, наименование поста главы правительства стало государственный министр (дат. Statsminister).
| | Портрет          | Имя (годы жизни)                                                                   | Полномочия       | Полномочия | Партия | Выборы | Кабинет           | Пр.            |
| Начало | Портрет          | Имя (годы жизни)                                                                   | Окончание        | | Партия | Выборы | Кабинет           | Пр.            |
| --- | ---------------- | ---------------------------------------------------------------------------------- | ---------------- | --- | --- | --- | ----------------- | -------------- |
| (20) (II) |                  | Карл Теодор Сахле (1866—1946) дат. Carl Theodor Zahle                              | 21 апреля 1918   | 30 марта 1920 | Радикальная Венстре — Датская социал-либеральная партия                                                                          | 1918 | Сахле (II)        | [ 71 ]         |
| 22 |                  | Карл Юлиус Отто Лиэбе (1860—1929) дат. Carl Julius Otto Liebe                      | 30 марта 1920    | 5 апреля 1920 | независимый (временное правительство)                                                                                            | 1918 | Лиэбе             | [ 74 ] [ 75 ]  |
| 23 |                  | Михаэль Петерсен Фриис (1860—1929) дат. Michael Pedersen Friis                     | 5 апреля 1920    | 5 мая 1920 | независимый (временное правительство)                                                                                            | 1918 | Фриис             | [ 75 ]         |
| 18 (II—III) |                  | Ниэльс Томасиус Неэргор (1854—1936) дат. Niels Thomasius Neergaard                 | 5 мая 1920       | 9 октября 1922 | Венстре, Датская либеральная партия                                                                                              | 1920, апрель | Неэргор (II)      | [ 68 ] [ 69 ]  |
| 18 (II—III) | 1920, июль       | Ниэльс Томасиус Неэргор (1854—1936) дат. Niels Thomasius Neergaard                 | 5 мая 1920       | 9 октября 1922 | Венстре, Датская либеральная партия                                                                                              | | Неэргор (II)      | [ 68 ] [ 69 ]  |
| 18 (II—III) | 1920, сентябрь   | Ниэльс Томасиус Неэргор (1854—1936) дат. Niels Thomasius Neergaard                 | 5 мая 1920       | 9 октября 1922 | Венстре, Датская либеральная партия                                                                                              | | Неэргор (II)      | [ 68 ] [ 69 ]  |
| 18 (II—III) | 9 октября 1922   | Ниэльс Томасиус Неэргор (1854—1936) дат. Niels Thomasius Neergaard                 | 23 апреля 1924   | Неэргор (III) | Венстре, Датская либеральная партия                                                                                              | |                   | [ 68 ] [ 69 ]  |
| 24 (I) |                  | Торвальд Аугуст Маринус Стаунинг (1873—1942) дат. Thorvald August Marinus Stauning | 23 апреля 1924   | 13 декабря 1926 | Социал-демократы | 1924 | Стаунинг (I)      | [ 76 ] [ 77 ]  |
| 25 |                  | Томас Мадсен-Мюгдаль (1876—1943) дат. Thomas Madsen-Mygdal                         | 13 декабря 1926  | 28 апреля 1929 | Венстре, Датская либеральная партия                                                                                              | 1926 | Мадсен-Мюгдаль    | [ 78 ]         |
| 24 (II—VI) |                  | Торвальд Аугуст Маринус Стаунинг (1873—1942) дат. Thorvald August Marinus Stauning | 28 апреля 1929   | 4 ноября 1935 | Социал-демократы | 1929 | Стаунинг (II)     | [ 76 ] [ 77 ]  |
| 24 (II—VI) | 1932             | Торвальд Аугуст Маринус Стаунинг (1873—1942) дат. Thorvald August Marinus Stauning | 28 апреля 1929   | 4 ноября 1935 | Социал-демократы | | Стаунинг (II)     | [ 76 ] [ 77 ]  |
| 24 (II—VI) | 4 ноября 1935    | Торвальд Аугуст Маринус Стаунинг (1873—1942) дат. Thorvald August Marinus Stauning | 15 сентября 1939 | 1935 | Социал-демократы | Стаунинг (III) |                   | [ 76 ] [ 77 ]  |
| 24 (II—VI) | 15 сентября 1939 | Торвальд Аугуст Маринус Стаунинг (1873—1942) дат. Thorvald August Marinus Stauning | 10 апреля 1940   | 1939 | Социал-демократы | Стаунинг (IV) |                   | [ 76 ] [ 77 ]  |
| 24 (II—VI) | 10 апреля 1940   | Торвальд Аугуст Маринус Стаунинг (1873—1942) дат. Thorvald August Marinus Stauning | 8 июля 1940      | 1939 | Социал-демократы | Стаунинг (V) |                   | [ 76 ] [ 77 ]  |
| 24 (II—VI) | 8 июля 1940      | Торвальд Аугуст Маринус Стаунинг (1873—1942) дат. Thorvald August Marinus Stauning | 3 мая 1942       | 1939 | Социал-демократы | Стаунинг (VI) |                   | [ 76 ] [ 77 ]  |
| и. о. |                  | Вильхельм Бюль (1881—1954) дат. Vilhelm Buhl                                       | 3 мая 1942       | 1939 | Социал-демократы | Стаунинг (VI) | 4 мая 1942        | [ 79 ]         |
| 26 (I) | 4 мая 1942       | Вильхельм Бюль (1881—1954) дат. Vilhelm Buhl                                       | 9 ноября 1942    | 1939 | Социал-демократы | Бюль (I) |                   | [ 79 ]         |
| 27 |                  | Эрик Юлиус Кристиан Скавениус (1877—1962) дат. Erik Julius Christian Scavenius     | 9 ноября 1942    | 1939 | 29 августа 1943 | независимый | Скавениус         | [ 80 ]         |
| 27 | 1943             | Эрик Юлиус Кристиан Скавениус (1877—1962) дат. Erik Julius Christian Scavenius     | 9 ноября 1942    | | 29 августа 1943 | независимый | Скавениус         | [ 80 ]         |
| С 29 августа 1943 по 5 мая 1945 все правительственные функции исполнялись постоянными секретарями отдельных департаментов. |                  |                                                                                    |                  | | | |                   |                |
| 26 (II) |                  | Вильхельм Бюль (1881—1954) дат. Vilhelm Buhl                                       | 5 мая 1945       | 7 сентября 1945 | Социал-демократы | (1943) | Бюль (II)         | [ 79 ]         |
| 28 |                  | Кнуд Кристенсен (1880—1962) дат. Knud Kristensen                                   | 7 сентября 1945  | 13 ноября 1947 | Венстре, Датская либеральная партия                                                                                              | (1943) | К. Кристенсен     | [ 81 ]         |
| 28 | 1945             | Кнуд Кристенсен (1880—1962) дат. Knud Kristensen                                   | 7 сентября 1945  | 13 ноября 1947 | Венстре, Датская либеральная партия                                                                                              | | К. Кристенсен     | [ 81 ]         |
| 29 (I) |                  | Ханс Кристиан Хеттофт Хансен (1903—1955) дат. Hans Christian Hedtoft Hansen        | 13 ноября 1947   | 30 октября 1950 | Социал-демократы | 1947 | Хеттофт (I)       | [ 82 ]         |
| 30 |                  | Эрик Эриксен (1902—1972) дат. Erik Eriksen                                         | 30 октября 1950  | 30 сентября 1953 | Венстре, Датская либеральная партия                                                                                              | 1950 | Эриксен           | [ 83 ]         |
| 30 | 1953, апрель     | Эрик Эриксен (1902—1972) дат. Erik Eriksen                                         | 30 октября 1950  | 30 сентября 1953 | Венстре, Датская либеральная партия                                                                                              | | Эриксен           | [ 83 ]         |
| 29 (II) |                  | Ханс Кристиан Хеттофт Хансен (1903—1955) дат. Hans Christian Hedtoft Hansen        | 30 сентября 1953 | 29 января 1955 | Социал-демократы | 1953, сентябрь | Хеттофт (II)      | [ 82 ]         |
| и. о. |                  | Ханс Кристиан Сване Хансен (1906—1960) дат. Hans Christian Svane Hansen            | 29 января 1955   | 1 февраля 1955 | Социал-демократы | 1953, сентябрь | Хеттофт (II)      | [ 84 ]         |
| 31 (I—II) | 1 февраля 1955   | Ханс Кристиан Сване Хансен (1906—1960) дат. Hans Christian Svane Hansen            | 28 мая 1957      | Хансен (I) | Социал-демократы | 1953, сентябрь |                   | [ 84 ]         |
| 31 (I—II) | 28 мая 1957      | Ханс Кристиан Сване Хансен (1906—1960) дат. Hans Christian Svane Hansen            | 19 февраля 1960  | Социал-демократы в коалиции с Венстре, Датской либеральной партией и Партией справедливости Дании                                           | 1957 | Хансен (II) |                   | [ 84 ]         |
| и. о. |                  | Ольферт Вигго Фишер Кампманн (1910—1976) дат. Viggo Olfert Fischer Kampmann        | 19 февраля 1960  | Социал-демократы в коалиции с Венстре, Датской либеральной партией и Партией справедливости Дании                                           | 1957 | Хансен (II) | 21 февраля 1960   | [ 85 ]         |
| 32 (I—II) | 21 февраля 1960  | Ольферт Вигго Фишер Кампманн (1910—1976) дат. Viggo Olfert Fischer Kampmann        | 18 ноября 1960   | Социал-демократы в коалиции с Венстре, Датской либеральной партией и Партией справедливости Дании                                           | 1957 | Кампманн (I) |                   | [ 85 ]         |
| 32 (I—II) | 18 ноября 1960   | Ольферт Вигго Фишер Кампманн (1910—1976) дат. Viggo Olfert Fischer Kampmann        | 3 сентября 1962  | Социал-демократы в коалиции с Венстре, Датской либеральной партией                                                                          | 1960 | Кампманн (II) |                   | [ 85 ]         |
| 33 (I—II) |                  | Йенс Отто Краг (1914—1978) дат. Jens Otto Krag                                     | 3 сентября 1962  | Социал-демократы в коалиции с Венстре, Датской либеральной партией                                                                          | 1960 | 29 сентября 1964 | Краг (I)          | [ 86 ]         |
| 33 (I—II) | 29 сентября 1964 | Йенс Отто Краг (1914—1978) дат. Jens Otto Krag                                     | 2 февраля 1968   | Социал-демократы | 1964 | Краг (II) |                   | [ 86 ]         |
| 34 |                  | Хильмар Тормод Ингольф Баунсгор (1920—1989) дат. Hilmar Tormod Ingolf Baunsgaard   | 2 февраля 1968   | 11 октября 1971 | Радикальная Венстре — Датская социал-либеральная партия                                                                          | 1968 | Баунсгор          | [ 87 ]         |
| 33 (III) |                  | Йенс Отто Краг (1914—1978) дат. Jens Otto Krag                                     | 11 октября 1971  | 5 октября 1972 | Социал-демократы | 1971 | Краг (III)        | [ 86 ]         |
| 35 (I) |                  | Анкер Хенрик Йёргенсен (1922—2016) дат. Anker Henrik Jørgensen                     | 5 октября 1972   | 18 декабря 1973 | Социал-демократы | 1971 | Йёргенсен (I)     | [ 88 ]         |
| 36 |                  | Поуль Хартлинг (1914—2000) дат. Poul Hartling                                      | 18 декабря 1973  | 13 февраля 1975 | Венстре, Датская либеральная партия                                                                                              | 1973 | Хартлинг          | [ 89 ]         |
| 35 (II—V) |                  | Анкер Хенрик Йёргенсен (1922—2016) дат. Anker Henrik Jørgensen                     | 13 февраля 1975  | 30 августа 1978 | Социал-демократы в коалиции с Венстре, Датской либеральной партией                                                               | 1975 | Йёргенсен (II)    | [ 88 ]         |
| 35 (II—V) | 1977             | Анкер Хенрик Йёргенсен (1922—2016) дат. Anker Henrik Jørgensen                     | 13 февраля 1975  | 30 августа 1978 | Социал-демократы в коалиции с Венстре, Датской либеральной партией                                                               | |                   | [ 88 ]         |
| 35 (II—V) | 30 августа 1978  | Анкер Хенрик Йёргенсен (1922—2016) дат. Anker Henrik Jørgensen                     | 26 октября 1979  | Йёргенсен (III) | Социал-демократы в коалиции с Венстре, Датской либеральной партией                                                               | |                   | [ 88 ]         |
| 35 (II—V) | 26 октября 1979  | Анкер Хенрик Йёргенсен (1922—2016) дат. Anker Henrik Jørgensen                     | 30 декабря 1981  | Социал-демократы | 1979 | Йёргенсен (IV) |                   | [ 88 ]         |
| 35 (II—V) | 30 декабря 1981  | Анкер Хенрик Йёргенсен (1922—2016) дат. Anker Henrik Jørgensen                     | 10 сентября 1982 | Социал-демократы | 1981 | Йёргенсен (V) |                   | [ 88 ]         |
| 37 (I—IV) |                  | Поуль Шлютер (1929—2021) дат. Poul Schlüter                                        | 10 сентября 1982 | 10 сентября 1987 | Консервативная народная партия в коалиции с Социал-демократами, Христианскими демократами и Венстре, Датской либеральной партией | 1982 | Шлютер (I)        | [ 10 ] [ 90 ]  |
| 37 (I—IV) | 10 сентября 1987 | Поуль Шлютер (1929—2021) дат. Poul Schlüter                                        | 3 июня 1988      | 1987 | Консервативная народная партия в коалиции с Социал-демократами, Христианскими демократами и Венстре, Датской либеральной партией | Шлютер (II) |                   | [ 10 ] [ 90 ]  |
| 37 (I—IV) | 3 июня 1988      | Поуль Шлютер (1929—2021) дат. Poul Schlüter                                        | 18 декабря 1990  | Консервативная народная партия в коалиции с Венстре, Датской либеральной партией и Радикальной Венстре — Датской социал-либеральной партией | 1988 | Шлютер (III) |                   | [ 10 ] [ 90 ]  |
| 37 (I—IV) | 18 декабря 1990  | Поуль Шлютер (1929—2021) дат. Poul Schlüter                                        | 25 января 1993   | Консервативная народная партия в коалиции с Венстре, Датской либеральной партией                                                            | 1990 | Шлютер (IV) |                   | [ 10 ] [ 90 ]  |
| 38 (I—IV) |                  | Поуль Нюруп Расмуссен (1943—) дат. Poul Nyrup Rasmussen                            | 25 января 1993   | 27 сентября 1994 | 1990 | Социал-демократы в коалиции с Демократическим центром, Радикальной Венстре — Датской социал-либеральной партией и Христианскими демократами | П. Расмуссен (I)  | [ 91 ] [ 92 ]  |
| 38 (I—IV) | 27 сентября 1994 | Поуль Нюруп Расмуссен (1943—) дат. Poul Nyrup Rasmussen                            | 30 декабря 1996  | Социал-демократы в коалиции с Радикальной Венстре — Датской социал-либеральной партией и Христианскими демократами                          | 1994 | П. Расмуссен (II) |                   | [ 91 ] [ 92 ]  |
| 38 (I—IV) | 30 декабря 1996  | Поуль Нюруп Расмуссен (1943—) дат. Poul Nyrup Rasmussen                            | 23 марта 1998    | Социал-демократы в коалиции с Радикальной Венстре — Датской социал-либеральной партией                                                      | 1994 | П. Расмуссен (III) |                   | [ 91 ] [ 92 ]  |
| 38 (I—IV) | 23 марта 1998    | Поуль Нюруп Расмуссен (1943—) дат. Poul Nyrup Rasmussen                            | 27 января 2001   | Социал-демократы в коалиции с Радикальной Венстре — Датской социал-либеральной партией                                                      | 1998 | П. Расмуссен (IV) |                   | [ 91 ] [ 92 ]  |
| 39 (I—III) |                  | Андерс Фог Расмуссен (1953—) дат. Anders Fogh Rasmussen                            | 27 января 2001   | 18 февраля 2005 | Венстре, Датская либеральная партия в коалиции с Консервативной народной партией                                                 | 2001 | А. Расмуссен (I)  | [ 93 ] [ 94 ]  |
| 39 (I—III) | 18 февраля 2005  | Андерс Фог Расмуссен (1953—) дат. Anders Fogh Rasmussen                            | 23 ноября 2007   | 2005 | Венстре, Датская либеральная партия в коалиции с Консервативной народной партией                                                 | А. Расмуссен (II) |                   | [ 93 ] [ 94 ]  |
| 39 (I—III) | 23 ноября 2007   | Андерс Фог Расмуссен (1953—) дат. Anders Fogh Rasmussen                            | 5 апреля 2009    | 2007 | Венстре, Датская либеральная партия в коалиции с Консервативной народной партией                                                 | А. Расмуссен (III) |                   | [ 93 ] [ 94 ]  |
| 40 (I) |                  | Ларс Лёкке Расмуссен (1964—) дат. Lars Løkke Rasmussen                             | 5 апреля 2009    | 2007 | Венстре, Датская либеральная партия в коалиции с Консервативной народной партией                                                 | 3 октября 2011 | Л. Расмуссен (I)  | [ 95 ] [ 96 ]  |
| 41 (I—II) |                  | Хелле Торнинг-Шмитт (1966—) дат. Helle Thorning-Schmidt                            | 3 октября 2011   | 3 февраля 2014 | Социал-демократы в коалиции с Радикальной Венстре — Датской социал-либеральной партией и Социалистической народной партией       | 2011 | Торнинг-Шмитт (I) | [ 97 ] [ 98 ]  |
| 41 (I—II) | 3 февраля 2014   | Хелле Торнинг-Шмитт (1966—) дат. Helle Thorning-Schmidt                            | 28 июня 2015     | Социал-демократы в коалиции с Радикальной Венстре — Датской социал-либеральной партией                                                      | Торнинг-Шмитт (II) | 2011 |                   | [ 97 ] [ 98 ]  |
| 40 (II—III) |                  | Ларс Лёкке Расмуссен (1964—) дат. Lars Løkke Rasmussen                             | 28 июня 2015     | 28 ноября 2016 | Венстре, Датская либеральная партия                                                                                              | 2015 | Л. Расмуссен (II) | [ 95 ] [ 96 ]  |
| 40 (II—III) | 28 ноября 2016   | Ларс Лёкке Расмуссен (1964—) дат. Lars Løkke Rasmussen                             | 27 июня 2019     | Венстре, Датская либеральная партия в коалиции с Консервативной народной партией и Либеральным альянсом                                     | Л. Расмуссен (III) | 2015 |                   | [ 95 ] [ 96 ]  |
| 42 |                  | Метте Фредериксен (1977—) дат. Mette Frederiksen                                   | 27 июня 2019     | действующий | Социал-демократы | 2019 | Фредериксен       | [ 99 ] [ 100 ] |